# Тридесет и шести пехотен орловски полк
Тридесет и шести пехотен орловски полк (от руски:36-й пехотный Орловский генерал-фельдмаршала князя Варшавского, графа Паскевича-Эриванского полк) е пехотен полк от Руската императорска армия. Участва в Руско-турската война (1877 – 1878). Проявява се в превземането и и героичната отбрана на Шипка

## Тридесет и шести пехотен орловски полк

### Създаване
Полкът е създаден на 19 февруари 1711 г. под името Обер-комендантски полк на Киевския гарнизон. Преименуван в 1-ви Орловски пехотен полк (1727). След многократно прегрупиране е Тридесет и шести пехотен орловски полк от състава на 9-а пехотна дивизия (25 март 1864).

### Участие във войни
- Отечествената война срещу Наполеон Бонапарт

- Кримската война (1853 – 1856)

- Унгарския поход (1848-1849)

- Руско-турската война (1877 – 1878)

- Руско-японската война (1903 – 1905)

### Награди
- Сребърни тръби „За отличие при изгонването на неприятеля през 1812 г.“

- Сребърни тръби „За усмиряването на Унгария 1849 г.“

- Георгиевско знаме „За Севастопол 1854 и 1855 г.“

- Георгиевско знаме „За отбраната на Шипка 1877 г.“

- Знак „За отличие в Руско-японската война 1904 г.“

### Командири на полка
- подполковник Павел Берников (1812, 1821)

- полковник Осип Кленовски (1813)

- подполковник Жубилин (1822)

- полковник Сергей Василчиков (1852)

- полковник Александър Шишикин (1867)

- полковник Густав Линдстрьом (1877)

- полковник Ждановски (1903)

- полковник Фьодор Хитрово (1910)

### Почетен шеф
- Генерал-лейтенант Иван Паскевич

### Участие в Руско-турската война 1877 – 1878 г.
Полкът е от състава на 9-а пехотна дивизия с командир генерал-лейтенант княз Николай Святополк-Мирски. Включен е в Габровския отряд с командир генерал-майор Валериан Дерожински. Участва в овладяването на Шипченския проход през юли 1877 г..
Включен е в състава на Шипченския отряд с командир генерал-майор Николай Столетов. Във взаимодействие с Българското опълчение и Тридесет и пети пехотен брянски полк се прославя в героичната отбрана на Шипка през август 1877 г.
Командир на полка е полковник Густав Линдстрьом.